# Maleise sperwerkoekoek
De Maleise sperwerkoekoek (Hierococcyx fugax; vaak nog: Cuculus fugax) is een koekoekssoort uit het geslacht Hierococcyx. Deze soort parasiteert op zangvogels.

## Beschrijving
De Maleise sperwerkoekoek is gemiddeld 29 cm lang. Opvallend aan deze koekoek is het op de borst ontbreken van bruine kleur en geen horizontale maar een verticale streping.

## Verspreiding en leefgebied
De Maleise sperwerkoekoek heeft een groot verspreidingsgebied in Zuidoost-Azië waaronder de Grote Soenda-eilanden en huist bij voorkeur in gebergtebossen.

## Status
De kans op uitsterven uiterst gering. De grootte van de populatie is niet gekwantificeerd. De vogel is plaatselijk algemeen en er is geen aanleiding te veronderstellen dat de soort in aantal achteruit gaat. Om deze redenen staat deze koekoek als niet bedreigd op de Rode Lijst van de IUCN.